# Квецишовиці
Квецишовиці (пол. Kwieciszowice, нім. Blumendorf) — село в Польщі, у гміні Мірськ Львувецького повіту Нижньосілезького воєводства.
Населення — 134 особи (2011).

## Демографія
Демографічна структура станом на 31 березня 2011 року:
|          | Загалом | Допрацездатний вік | Працездатний вік | Постпрацездатний вік |
| -------- | ------- | ------------------ | ---------------- | -------------------- |
| Чоловіки | 59      | 14                 | 42               | 3                    |
| Жінки    | 75      | 10                 | 45               | 20                   |
| Разом    | 134     | 24                 | 87               | 23                   |